# Euphorbia lavicola
Euphorbia lavicola är en törelväxtart som beskrevs av Susan Carter. Euphorbia lavicola ingår i släktet törlar, och familjen törelväxter. Inga underarter finns listade i Catalogue of Life.